# Fiães (Melgazo)
Fiães es una freguesia portuguesa del concelho de Melgazo, con 11,85 km² de superficie y 300 habitantes (2001). Su densidad de población es de 25,3 hab/km².

## Galería

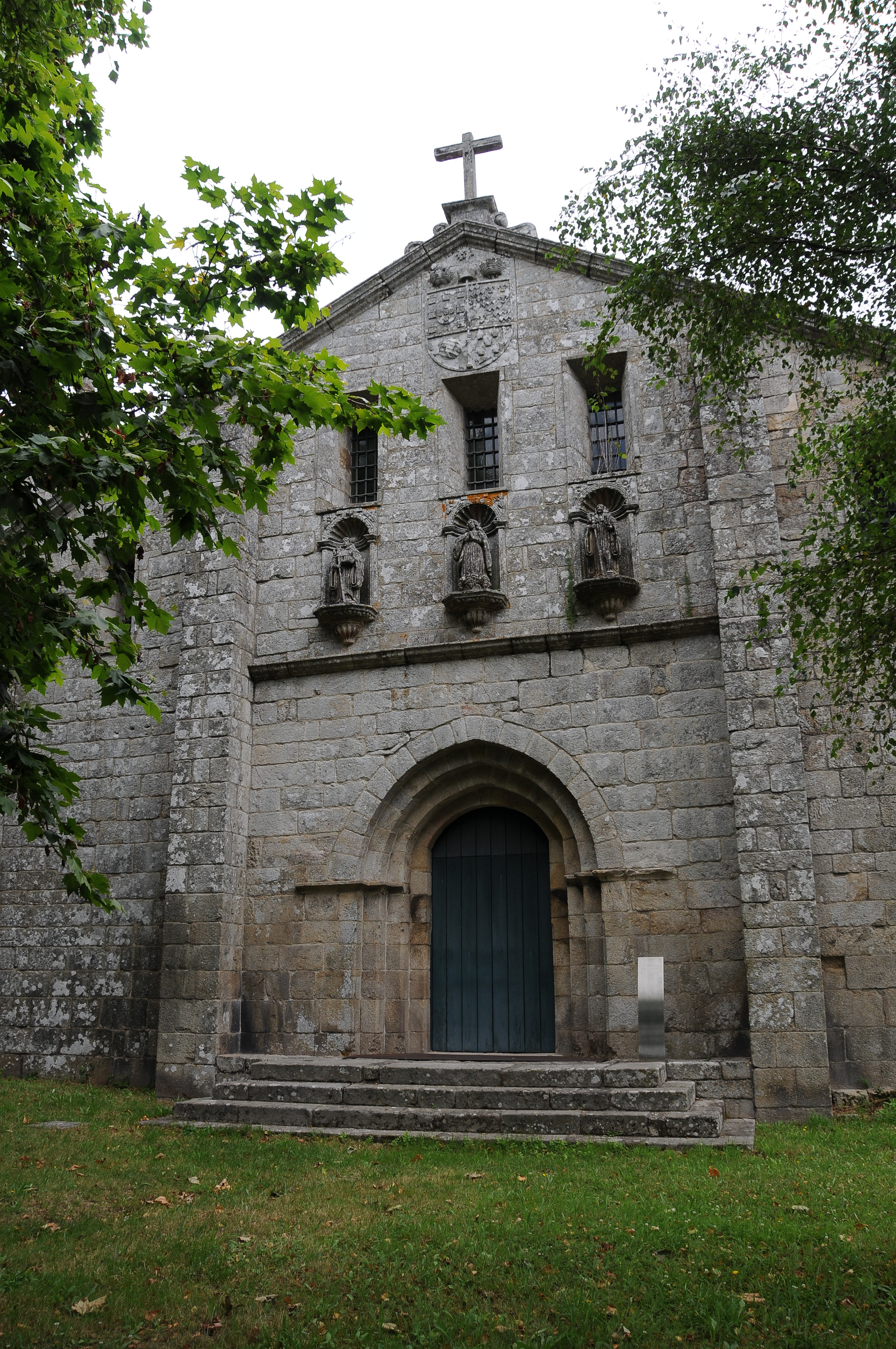
Iglesia de Fiães